# Alstonia scholaris
Alstonia scholaris, auch Teufelsbaum genannt, ist eine Pflanzenart aus der Gattung Alstonia innerhalb der Familie der Hundsgiftgewächse (Apocynaceae). Sie kommt hauptsächlich in den tropischen Regenwäldern Indiens und Südostasiens vor. In diesen Gebieten werden die Pflanzenteile von der einheimischen Bevölkerung in der Volksmedizin und als Aphrodisiakum verwendet.

## Beschreibung

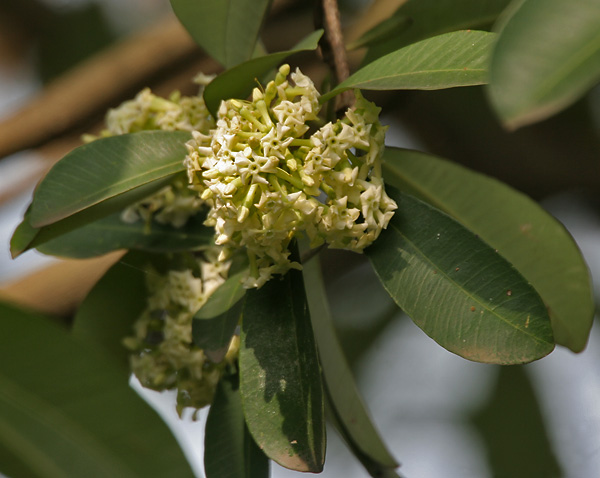
Laubblätter und Blütenstand

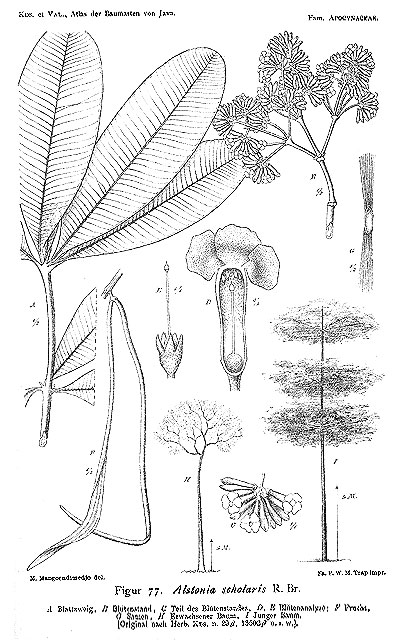
Illustration

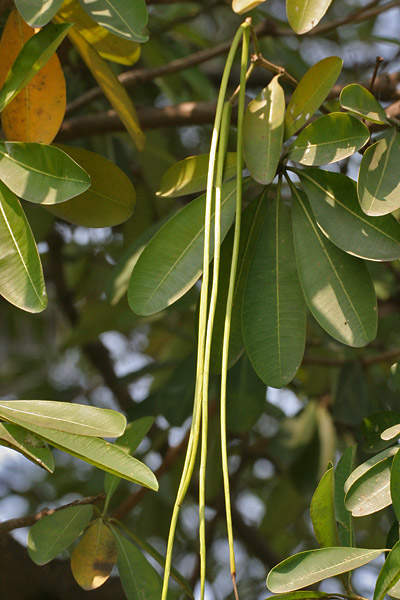
Früchte und Blätter

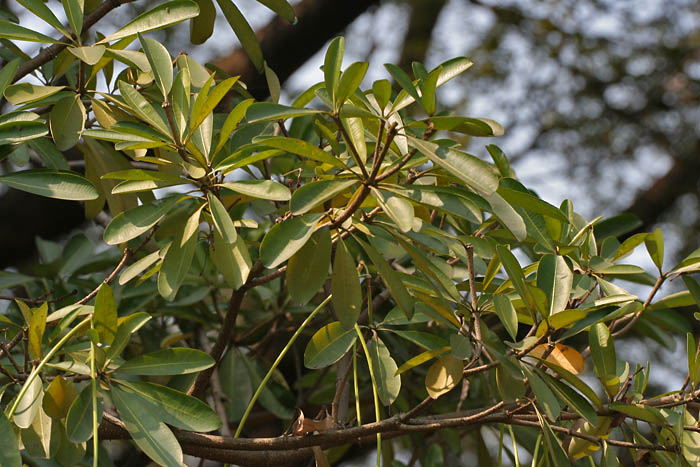
Früchte und Anordnung der Laubblätter

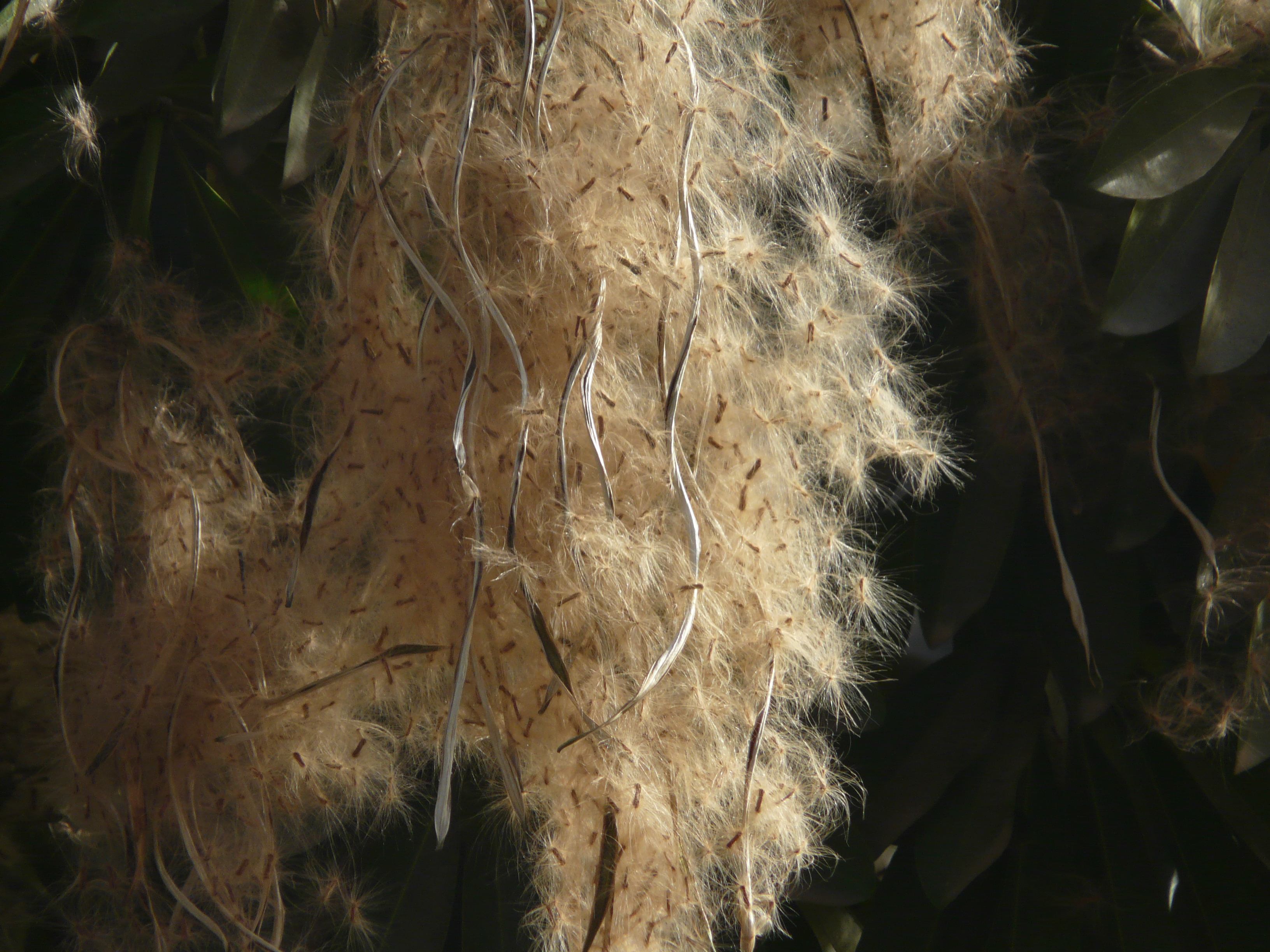
Samen mit beidseitigen Haarschopf

### Vegetative Merkmale
Alstonia scholaris wächst als halb- bis immergrüner Baum, der Wuchshöhen von bis über 40 Meter erreichen kann. Der Stammdurchmesser erreicht 60–120 Zentimeter, selten bis über 2,5 Meter. Der Stamm ist unten öfters geriffelt. Die braun bis graue, rissige bis furchige oder raue und mit vielen Lentizellen bedeckte Rinde ist beinahe geruchlos, schmeckt stark bitter und fühlt sich kiesig an zwischen den Zähnen. In der Rinde fließt ein klebriger Milchsaft, der ebenfalls bitter schmeckt. Alle Pflanzenteile werden als giftig betrachtet.
Die kahlen, ledrigen und einfachen Laubblätter sind meist zu fünft bis siebent (selten viert bis zehnt) in Wirteln am Zweig angeordnet. Die kurzen, nur 0,5 bis 3 Zentimeter langen Blattstiele enden in einer dicken, hakigen Drüse und an der Basis sind Kolleteren vorhanden. Die verkehrt-eilanzettlichen bis elliptischen, abgerundeten bis rundspitzigen oder bespitzten Blattspreiten weisen eine Länge von 9 bis 25 Zentimetern und eine Breite von 2 bis 9 Zentimetern auf. Auf der Oberseite sind die Blätter glänzend, auf der Unterseite eher fahlgrün. Die Blattränder sind ganz und die Nervatur ist gefiedert mit vielen Seitenadern.

### Generative Merkmale
Die Blütezeit erstreckt sich hauptsächlich zwischen Juni und November. Die auf einem 2 bis 7 Zentimeter langen Blütenstandsschaft stehenden, behaarten, verzweigten und endständigen Blütenstände bestehen aus zymösen Teilblütenständen.
Die unscheinbaren und kleinen, zwittrigen, kurz gestielten, duftenden Blüten sind fünfzählig mit doppelter Blütenhülle. Die Blütenstiele sind etwa 2 bis 5 Millimeter lang. Die fünf kurzen Kelchblätter sind 2 Millimeter lang. Die fünf grünlich-gelblichen, feinhaarigen Kronblätter sind zu einer etwa 6–7 Millimeter langen, grünlichen und feinhaarigen Röhre verwachsen. Die eiförmigen, gelblichen und feinhaarigen Kronlappen sind 3 bis 4,5 Millimeter lang. Ein Diskus ist vorhanden. Es ist nur ein Kreis mit fünf Staubblättern in der Kronröhre vorhanden. Der zweikammerig Fruchtknoten, mit stark genäherten Fruchtblättern, ist oberständig mit eingeschlossenem Griffel mit einem Griffelkopf mit einem Kragen.
Die in Paaren hängenden, linealischen und sehr schmalen Balgfrüchte sind leicht gewellt oder gebogen, 30 bis 60 Zentimeter lang, 2 bis 5 Millimeter breit und enthalten viele Samen. Die bis 5 Millimeter langen, schmalen und länglichen Samen besitzen einen kurz behaarten, bewimperten Rand und an den Enden jeweils einen 1,3 bis 2 Zentimeter langen Haarschopf. Die Früchte reifen von Dezember und Mai.
Die Chromosomenzahl beträgt 2n = 44 oder 40.

## Vorkommen
Alstonia scholaris ist hauptsächlich in den tropischen Regionen Indiens und Südostasiens heimisch. Weiter kommt sie auch in den tropischen Regenwäldern an der Ostküste Australiens und auf den Salomonen vor. Inzwischen wurde Alstonia scholaris auch in anderen Regionen mit tropischen und subtropischen Verhältnissen eingebürgert.

## Verwendung
Das Holz des Ditabaumes ist zu wenig stabil, um etwas daraus zu machen. Auf Sri Lanka werden aus dem Holz allerdings Särge hergestellt, und auch zur Herstellung von Pergament wurde Alstonia scholaris früher in Südasien verwendet. Aus dem Holz wurden Schreibtafeln für Schulkinder hergestellt, daher auch das Artepitheton scholaris.
Als medizinisches Heilmittel wird hauptsächlich die Rinde verwendet. Sie gilt als Tonikum und als Febrifugum (Antipyretikum). Sie wird in der ayurvedischen Medizin verwendet und bei Fieber, Malaria, Lepra, Hautkrankheiten, Pruritus, Tumoren, chronischen Geschwüren, Asthma, Bronchitis, Gebrechlichkeit und vor allem bei Magen-Darm-Beschwerden wie Durchfall, Dysenterie (Ruhr) oder Verdauungsschwäche.
Ein Absud der Laubblätter wurde zudem gegen die Beriberi-Krankheit verwendet.
Die Samen werden genutzt, um eine aphrodisische oder psychoaktive Wirkung zu erzielen.
Die Rinde findet man auf Märkten in den asiatischen Regionen in ungefähr 1,5 cm dicken, 3 bis 5 cm breiten und 7 bis 12 cm langen Stücken. Sie hat äußerlich eine braun-rosa Farbe, innen ist sie heller mit leichten gelblichen Streifen oder Körnern. Die Konsistenz ist körnig und spröde.
Kleider aus Wolle oder Baumwolle werden mit Hilfe der Rinde in verschiedenen Gelbtönen gefärbt.

## Inhaltsstoffe
Die Rinde enthält eine Anzahl verschiedener Alkaloide, zum Beispiel Ditamin, Echitenin und Echitamin. Diese Alkaloide dienten als Alternative zum wohlbekannten Chinin, welches unter anderem eine antipyretische (fiebersenkende) Wirkung hat. Diese Stoffe wurden bereits um 1880 entdeckt. Ditamin (C16H19O2) wurde 1875 von Jobst und Hesse zum ersten Mal aus der Rinde gewonnen, es ist ein weißes Pulver, welches leicht bitter schmeckt. Es konnte allerdings nur bei 0,02 % der behandelten Rinde gewonnen werden und kam deswegen nie in den allgemeinen Gebrauch als Antipyretikum.
Echitamin wurde von Harnack zum ersten Mal aus der Rinde gewonnen, und Hesse war es wiederum, welcher die Summenformel ermittelte, nämlich C22H28N2O4.
Hesse war es auch, der das braune, amorphe Alkaloid Echitenin (C20H27NO4) entdeckte.
Neben diesen Alkaloiden wurden noch weitere verschiedene Stoffe aus der Rinde gewonnen, darunter Fettsäuren, kristallisierende Säuren und verschiedene fettig-harzige Substanzen, welche nahe verwandt sind mit Harzen von anderen Pflanzen.
Aufgrund der geringen Konzentrationen der Inhaltsstoffe ist Alstonia scholaris nicht sehr effektiv im Vergleich zu Alstonia constricta.

## Namensgebung
Der Gattungsname Alstonia ehrt den Edinburgher Botanik-Professor Charles Alston (1685–1760).
Die Gattung Alstonia umfasst ungefähr 43 Arten, welche in allen tropischen Gebieten verbreitet sind. Oft sind sie schwerlich von Alstonia scholaris zu unterscheiden und werden deswegen wahrscheinlich oft miteinander verwechselt. Die bekannteste Pflanzenart der gleichen Gattung ist der Fieberbaum (Alstonia constricta).
Das Artepitheton scholaris leitet sich vom lateinischen Wort für Schule ab, da das Holz traditionellerweise als Schreibtafel verwendet wurde.
Alstonia scholaris ist bei den Einheimischen  weitläufig als „Teufelsbaum“ bekannt und wird als Wohnsitz des Teufels betrachtet. Deswegen sitzen oder laufen die Angehörigen gewisser Stämme nur widerwillig unter diesen Bäumen.
Es sind einige Synonyme für Alstonia scholaris (L.) R.Br. vorhanden:
Echites malabarica Lam., Echites scholaris L., Pala scholaris (L.) Roberty.
Es gibt eine Reihe weiterer Trivialnamen (Auswahl):
Australian Quinine Bark tree, Bitter-bark tree, Blackboard tree, Chatian (Hindi), Chatiun, Chattiyan, Chhatim (Bengali), chhation, Daivappala, Devil tree, Devil’s tree, Dirita, Dita (Tagalot), Dita Bark Tree, Ditta, Dotik (Tetum), Elilampala, Elilappalai, Maddale (Kannada, Südindien), Milky pine (Australien) Nandani, Pala (Malayam, Tamil), Palai, Palimara, Pulai, Saittan ka jat, Saptaparna (Sanskrit « siebenblättrig »), Saptachadah, Saptaparnah, Saptaparni, Satvin (Marathi « siebenblättrig »), Schulholzbaum, Shaitan (Arabisch « Teufel »), Shaitan wood, Tanitan, Weiss.

## Rechtslage
In Deutschland unterliegt Alstonia scholaris nicht dem Betäubungsmittelgesetz (BtMG).